# Segelfluggelände Kell

i7
i11
i13
Das Segelfluggelände Kell liegt etwa 1,9 Kilometer südlich des Zentrums der Gemeinde Kell am See im Landkreis Trier-Saarburg in Rheinland-Pfalz.

## Flugbetrieb
Das Segelfluggelände ist mit einer 1000 m langen und 30 m breiten Start- und Landebahn aus Gras (Richtung 05/23) ausgestattet. Es besitzt eine Betriebszulassung für Segelflugzeuge, Motorsegler, Luftsportgeräte und Flugzeuge, die zum Schleppen von Segelflugzeugen oder Motorseglern bestimmt sind und zum Zwecke der Durchführung von Flugzeugschleppstarts das Gelände an- und abfliegen müssen. Der Start von Segelflugzeugen erfolgt per Windenstart oder Flugzeugschlepp. Das Segelfluggelände ist zugelassen für Mitglieder des Luftsportvereins Hochwald e. V. sowie im Einzelfall auch Dritte. Die Benutzung des Segelfluggeländes erfordert die vorherige Zustimmung des Platzhalters (PPR). Der Platzhalter und Betreiber des Segelfluggeländes ist der Luftsportverein Hochwald e. V.

## Geschichte
Der Luftsportverein Hochwald e. V. wurde 1969 gegründet. Das Segelfluggelände wurde 1969 genehmigt.